# 伯尔尼附近沃伦

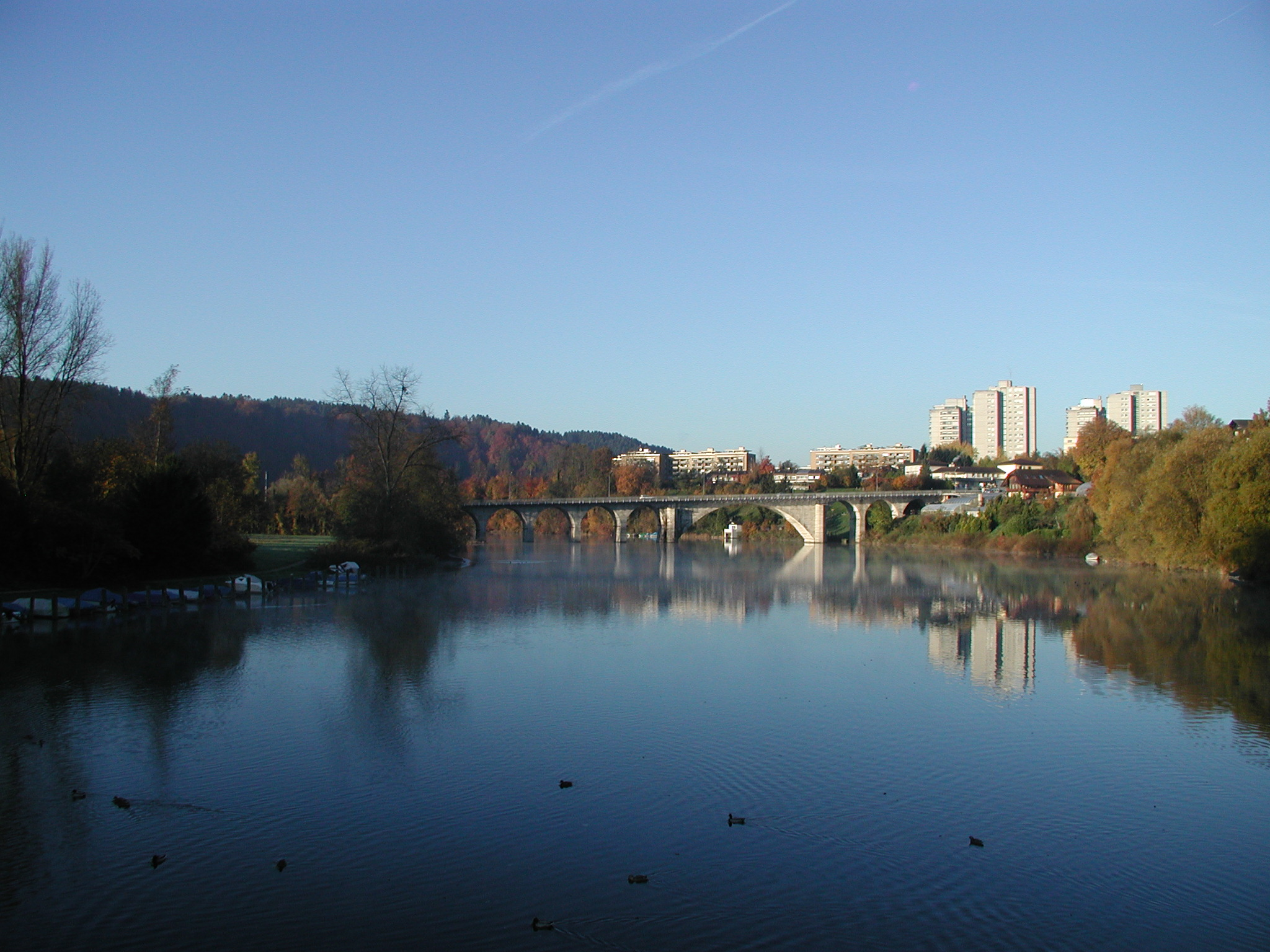

貝爾恩附近沃倫是瑞士的城鎮，位於該國中西部，由伯恩州負責管轄，面積36.29平方公里，海拔高度547米，2011年人口8,897，六成半人口信奉基督教，人口密度每平方公里245人。

## 外部連結
- Website of Wohlen bei Bern（页面存档备份，存于）